# Dragon Ball FighterZ
 (6 avril 2018).
Dragon Ball FighterZ (ドラゴンボール ファイターズ, Doragon bōru faitāzu, littéralement « Dragon Ball Fighters ») est un jeu vidéo de combat en 2,5D basé sur la franchise Dragon Ball développé par Arc System Works et édité par Bandai Namco Games. Il est sorti le 26 janvier 2018 sur Microsoft Windows, Xbox One et PlayStation 4 et le 28 septembre 2018 sur Nintendo Switch. Des versions PlayStation 5 et Xbox Series, proposant un rollback netcode pour améliorer le jeu en ligne, sont sorties le 29 février 2024,.
Il reçoit de très bonnes notes de la presse spécialisée.

## Système de jeu
Le gameplay est très similaire à Guilty Gear Xrd et BlazBlue: Central Fiction, avec l'ajout d'attaques inclus et des combats en 3 contre 3, similaires à la série Marvel vs. Capcom.

### Liste des personnages jouables de base
- Son Goku Super Saiyan

Son Goku Super Saiyan Bleu
- Son Gohan ado Super Saiyan 2

Son Gohan Adulte
- Vegeta Super Saiyan

Vegeta Super Saiyan Bleu
- Trunks du Futur Super Saiyan
- Gotenks Super Saiyan 3
- Piccolo[4]
- Krilin[4]
- Yamcha
- Ten Shin Han (avec Chaozu en soutien)
- C-16
- C-18 (avec C-17 en soutien)
- Nappa (avec Saibaiman en soutien)
- Ginyu (avec le Commando Ginyu en soutien)
- Freezer (forme finale et Golden Freezer)
- Cell forme parfaite
- Petit Boo
- Majin Boo
- Black Goku Super Saiyan Rosé (avec Zamasu en soutien)
- Hit
- Beerus
- C-21 forme Majin

### Liste des personnages jouables en DLC
Saison 1
- Bardock (DLC 1)
- Broly Super Saiyan Légendaire (DLC 1)
- Zamasu fusionné (DLC 2)
- Vegetto Super Saiyan Bleu (DLC 2)
- Son Goku (DLC 3)
- Vegeta (DLC 3)
- Cooler forme finale (DLC 4)
- C-17 de DBS (DLC 4)

Saison 2
- Jiren (DLC 5)
- Videl (avec Great Saiyaman en soutien) (DLC 5)
- Son Goku (GT) (DLC 6)
- Janemba (DLC 7)
- Gogéta Super Saiyan Bleu (DLC 8)
- Broly de DBS (DLC 9)

Saison 3
- Kefla (DLC 10)
- Son Goku Ultra instinct (DLC 11)
- Tortue Géniale (DLC 12)
- Super Baby 2 (DLC 13)
- Gogéta Super Saiyan 4 (DLC 14)
- C-21 (blouse de labo)

### Liste des arènes de combat
- Planète Namek
- Planète Namek (détruite)
- Cell Game
- Plaine
- Tenkaichi Budôkai
- Iles
- Caverne
- Espace
- KaioShin Kai
- West City
- West City (détruite)
- Arène galactique (DLC)

## Développement
Dragon Ball FighterZ est développé par le studio japonais de développement Arc System Works, grâce au moteur de jeu Unreal Engine 4.
Dans un communiqué de presse japonaise, publié le 12 juin 2017, deux images du jeu sont dévoilées avant l'E3 2017. Une image met en scène Son Gokû Super Saiyan contre Freezer, tandis que l'autre image montre Son Goku, Vegeta, Freezer, Cell et Majin Boo. Le jeu est révélé officiellement lors de la conférence de Microsoft à l'E3 2017. 
L'équipe de développement a promis une bêta fermée avant la fin de l'été sur les plateformes. La première s'est déroulé du 16 au 18 septembre 2017 sur PlayStation 4 et Xbox One.
Le jeu propose des personnages inédits, comme le cyborg C-21 dessiné par Akira Toriyama. L'humaine artificielle C-21 deviendra canon dans l'univers Dragon Ball dans le film Dragon Ball Super: Super Hero qui montre Vomi (dont est basé le personnage de N°21) comme la femme du Dr. Gero.

## Accueil

### Critiques
Dragon Ball FighterZ est très bien accueilli par la presse spécialisée comme le suggère Metacritic qui recense un score moyen de 87 % sur PlayStation 4.

### Ventes
En une semaine de distribution, Dragon Ball FighterZ s'écoule à plus de 2 millions de copies dans le monde en cumulant les ventes physiques et dématérialisées. Ainsi, il bat le record de vente de Dragon Ball Xenoverse et de sa suite — deux précédents jeux vidéo édité par Bandai Namco Entertainment — lesquelles s'étaient respectivement écoulés à 1,5 million et 1,4 million d'exemplaires, durant la même période de commercialisation. Selon Antoine Molant, responsable marketing de Capcom en Europe, le volume de ventes en France est alors quatre fois plus important qu'au Royaume-Uni. En 2023, Bandai Namco annonce que le jeu a été expédié à 10 millions d'exemplaires à travers le monde.